# Freden i Bretigny

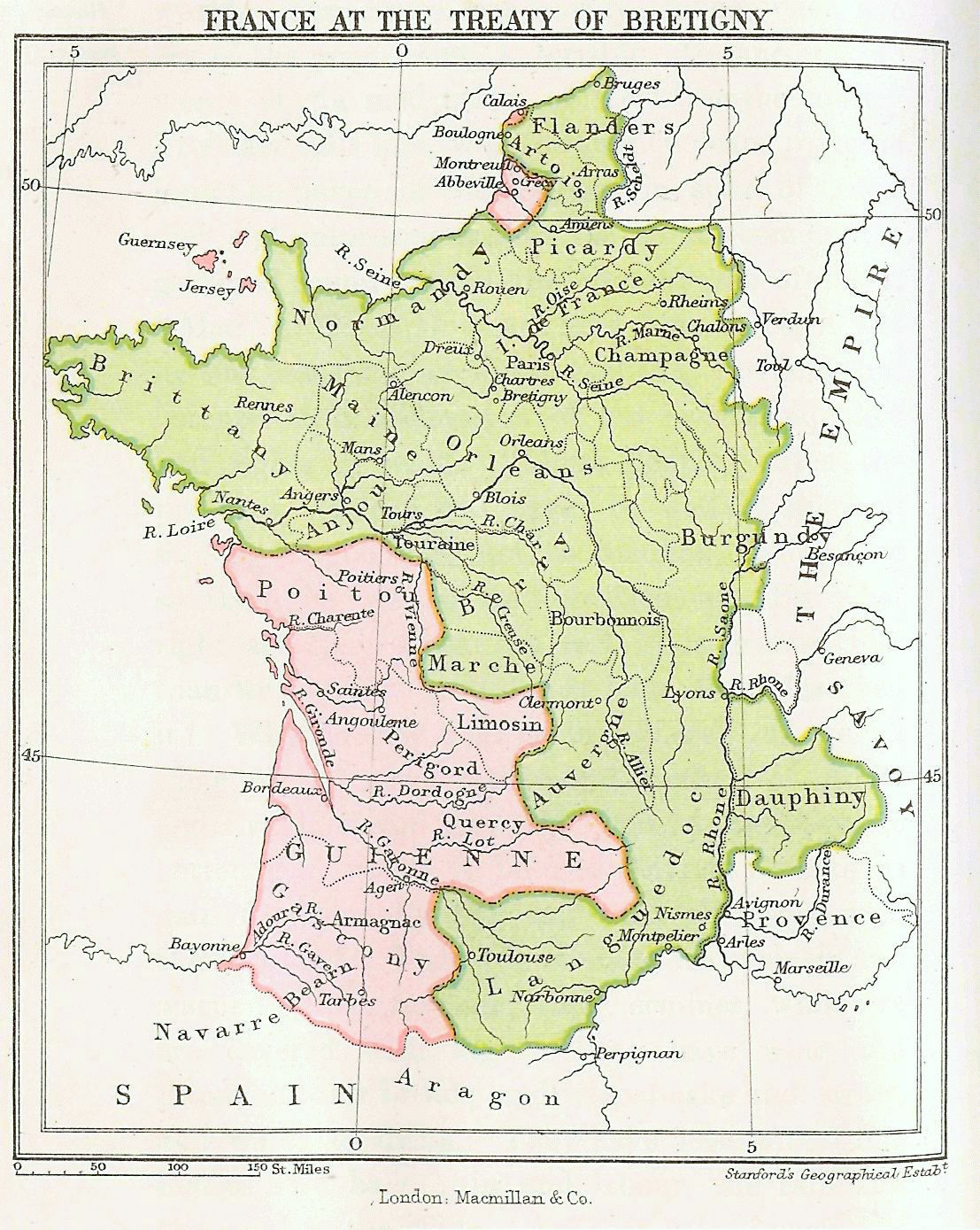
France after the Treaty of Brétigny: French territory in green, English territory in pink

Freden i Bretigny var den fred som slöts mellan Frankrike och England 8 maj 1360 i Bretigny strax söder om Chartres i Frankrike.
Engelsmännen fick då behålla de stora områden som erövrats under hundraårskrigets början. Fördraget påskrevs av fransmännen under hård press på grund av de stora franska förlusterna i land samt i slagen vid Sluis 1340, Crécy 1346 och Poitiers 1356. 
Freden blev dock kortvarig; den franske kungen kunde inte acceptera de stora landförlusterna utan gick till motanfall 1369, vilket blev mycket framgångsrikt. 1377 hade engelsmännen drivits tillbaka till Bordeaux och Bayonne, och ytterligare engelska erövringsförsök kunde tyckas meningslösa. 1413 blev dock Henrik V kung av England, och han gick till en berömd storoffensiv år 1415, varpå Frankrike återigen föll under den engelska slöjan än djupare än vid freden i Bretigny.